# Bruce Rock Shire
Koordinaten: 31° 52′ S, 118° 9′ O

Das Shire of Bruce Rock ist ein lokales Verwaltungsgebiet (LGA) im australischen Bundesstaat Western Australia. Das Gebiet ist 2727 km² groß und hat 930 Einwohner (2016).
Bruce Rock liegt im westaustralischen „Weizengürtel“ etwa 220 Kilometer östlich der Hauptstadt Perth. Der Sitz des Shire Councils befindet sich in der Ortschaft Bruce Rock, wo etwa 530 Einwohner leben (2016).

## Verwaltung
Der Bruce Rock Council hat elf Mitglieder. Sie werden von allen Bewohnern des Shires gewählt. Bruce Rock ist nicht in Bezirke unterteilt. Aus dem Kreis der Councillor rekrutiert sich auch der Ratsvorsitzende und President des Shires.